# Gustav Seyl
Gustav Seyl (* 23. Oktober 1931 in Neunkirchen (Saar); † 8. Dezember 2011 ebenda) war ein deutscher Bergbauingenieur und Leiter des Oberbergamtes des Saarlandes.

## Leben
Gustav Seyl absolvierte ein Bergbaustudium an der Technischen Hochschule Aachen, wo er Mitglied in der katholischen Studentenverbindung Franconia Aachen war.
Nach dem Referendariat mit praktischen Tätigkeiten trat er 1961 als Bergassessor in den Dienst des saarländischen Bergbaus. Er wurde Leiter des Bergamtes Saarbrücken-West, bevor er Ende des Jahres 1971 als Referatsleiter Bergaufsicht, Geologie und Rohstoffe seine Tätigkeit im saarländischen Wirtschaftsministerium aufnehmen konnte. Dieses Amt übte er bis 1977 aus, als er zum Berghauptmann und Leiter des Oberbergamtes des Saarlandes ernannt wurde. In dieser Funktion war er für die Leitung der Bergbaubetriebe, der Schmelzhütten sowie die Beaufsichtigung der Bergleute und Hüttenleute zuständig.
Seyl war politisch aktiv, trat 1959 in die CDU ein und hatte von 1978 bis 1983 das Amt des Vorsitzenden des Stadtverbands Neunkirchen inne. Von 1974 bis 1984 war er Mitglied des Stadtrats in Neunkirchen. 

### Öffentliche Ämter
- 1976 – 1998 Vorsitzender des Deutschen Ausschusses für das Grubenrettungswesen
- 1978 – 2001 Vorsitzender der Arbeitsgemeinschaft des Saarlandes zur Erforschung und Förderung des Gesundheitsschutzes im Bergbau
- 1984 – 1985 Präsident des Rotary Clubs Neunkirchen

### Publikationen
- 50 Jahre Oberbergamt in Saarbrücken: der Bergbau in seinem Bezirk, seine Aufgaben, seine Zuständigkeiten.(Gemeinsam mit Heribert Maurer) Länderdienst-Verlag, München 1991
- Aus dem Jahresbericht 1983 des Oberbergamts für das Saarland und das Land Rheinland-Pfalz.(Zeitschrift Glückauf 1984, S. 1491–1492)